# Szemedben a csillagok
Szemedben a csillagok (węg. Gwiazdy w twoich oczach) – drugi studyjny album węgierskiego zespołu rockowego Lord, wydany w 1988 roku. Materiał do albumu nagrano w austriackim Oberschützenben a Sica Sound Studio. Album został wydany przez Hungaroton-Profil na LP i MC i sprzedał się w 65 000 egzemplarzy. W 2000 roku nastąpiło jego wznowienie na CD, z dwiema bonusowymi piosenkami.

## Lista utworów
1. "Álmodom" (3:52)
2. "Éjszakák" (2:55)
3. "Fázom a szélben" (3:13)
4. "Virágdal (a XXI. századból)" (2:59)
5. "Amikor a köd bezár" (3:01)
6. "Érezzél engem" (3:32)
7. "Síri csend az éjjel" (3:23)
8. "Tombolhat a szél" (3:06)
9. "Szemedben a csillagok" (3:52)
10. "Tisztelet a mestereknek" (2:04)
11. "Vándor" (5:20)
12. "Akarom őt!" – bonus (3:48)
13. "Tépett almok" – bonus (2:50)

## Skład zespołu
- Ferenc Vida – gitara basowa
- Attila Gidófalvy – instrumenty klawiszowe
- Mihály Pohl – wokal
- Attila Erős – gitara
- László Hollósi – perkusja